# Knoelle clara
Knoelle clara är en spindelart som först beskrevs av Ludwig Carl Christian Koch 1877.  Knoelle clara ingår i släktet Knoelle och familjen vargspindlar. Inga underarter finns listade i Catalogue of Life.